# Walburga Habsburg Douglas

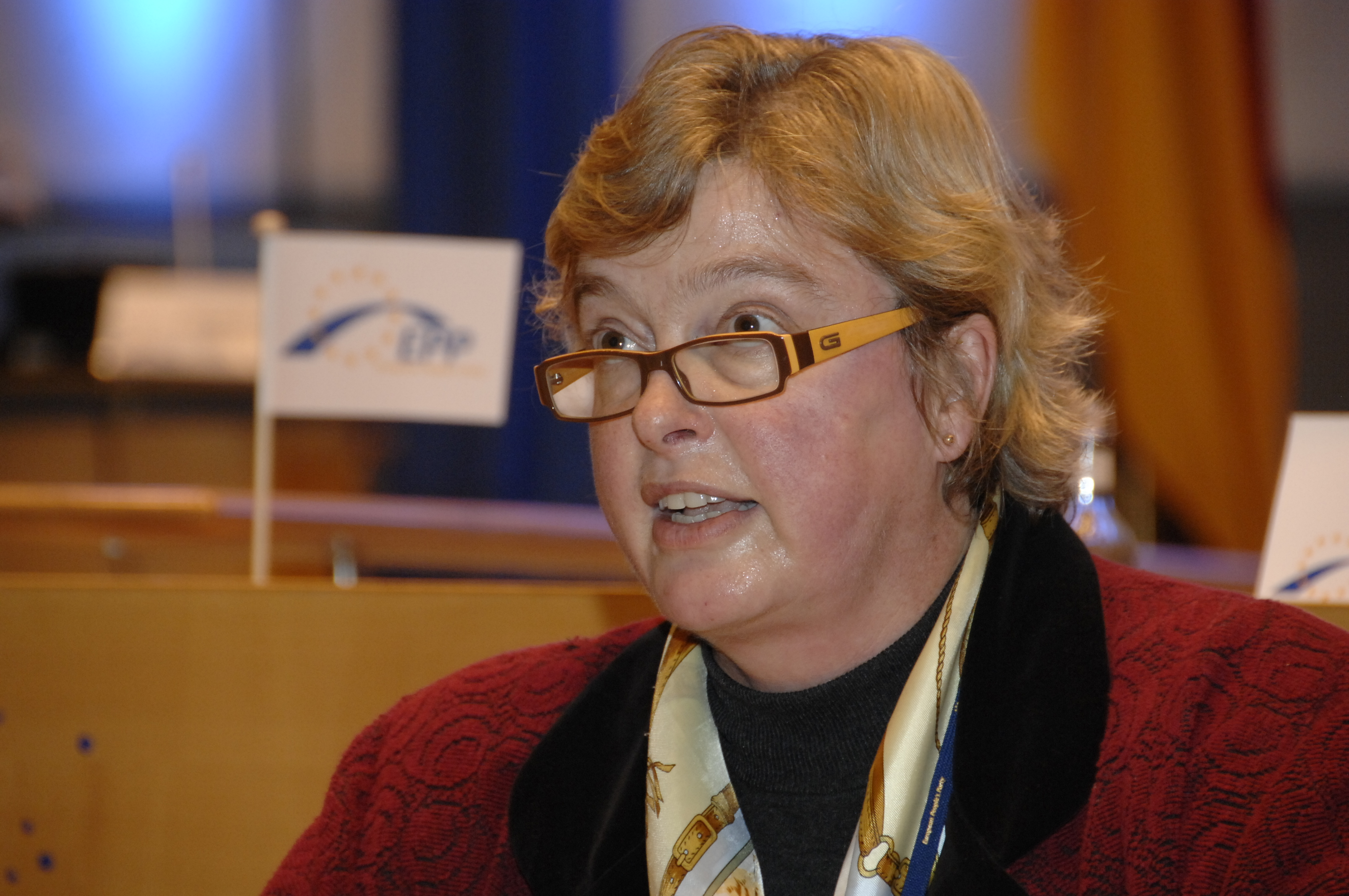
Walburga Habsburg Douglas (2009)

Walburga Maria Helene Elisabeth Franziska Habsburg Douglas (geb. Habsburg-Lothringen; * 5. Oktober 1958 in Berg am Starnberger See) ist eine österreichisch-schwedische Juristin und Politikerin, die von 2006 bis 2014 Mitglied des Schwedischen Reichstags war. Durch ihre Ehe ist sie in Schweden Gräfin Douglas.

## Leben

### Herkunft, Ausbildung und Karrierebeginn
Walburga Habsburg-Lothringen, die jüngste Tochter Otto von Habsburgs und seiner Frau Regina von Habsburg, wuchs in Bayern auf, wo ihre Familie seit 1954 in Pöcking am Starnberger See die Villa Austria bewohnte. Nach dem Abitur 1977 in Tutzing studierte sie von 1977 bis 1982 Rechtswissenschaft an der Universität Salzburg und promovierte in Kirchenrecht. 
Von 1979 bis 1992 arbeitete sie als parlamentarische Mitarbeiterin im Europäischen Parlament. Im Jahr 1983 absolvierte sie eine Ausbildung am National Journalism Center in Washington, D.C. und machte ein Praktikum im Washingtoner Büro des Reader’s Digest. Von 1985 bis 1992 war sie als Informationsbeauftragte (Europa) für das Informationsministerium des Sultanates von Oman tätig.

### Politische Tätigkeiten
1975 war sie Mitbegründerin der Paneuropa-Jugend Deutschland, Landesvorsitzende von Bayern und stellvertretende Bundesvorsitzende. 1977 gründete sie das Brüsewitz-Zentrum (Christlich-Paneuropäisches Studienwerk). 1980 bis 1987/88 war sie stellvertretende und bis 2004 Generalsekretärin der internationalen Paneuropa-Union. Seit 2004 ist sie deren geschäftsführende Vorsitzende.
Am 19. August 1989 war sie Co-Organisatorin des Paneuropäischen Picknicks am Eisernen Vorhang, an der Grenze zwischen Ungarn und Österreich, als der Stacheldraht zum ersten Mal aufgeschnitten wurde, sodass mehr als 660 Deutsche aus der DDR und somit aus der sowjetischen Machtsphäre fliehen konnten – die größte Flüchtlingswelle seit dem Bau der Berliner Mauer – ein Ereignis, das für Viele den Fall des Kommunismus symbolisiert.
Seit 2003 ist sie Vorsitzende der konservativen Moderata samlingspartiet (Moderate Sammlungspartei) in der Gemeinde Flen, Schweden, seit 2003 Vorstandsmitglied der Moderata samlingspartiet in Sörmland. Seit 2005 ist sie Vorstandsmitglied der Jarl-Hjalmarson-Stiftung, der Parteistiftung der Moderata samlingspartiet.
1999 und 2004 war sie Kandidatin zum Europaparlament auf der Liste der Moderata samlingspartiet. 2002 kandidierte sie erstmals bei den Wahlen zum schwedischen Reichstag, seit den Wahlen 2006 und 2010 saß sie bis 2014 darin für ihre Partei. Sie war in verschiedenen Ausschüssen des Reichsrats Mitglied.
Sie ist Delegationsleiterin der schwedischen Delegation zur Parlamentarischen Versammlung der OSZE. In der Versammlung 2011 in Belgrad wurde sie zur Vizepräsidentin gewählt. In früheren zwei Perioden war sie Vorsitzende des Ausschusses für Demokratie, Menschenrechte und humanitäre Fragen und davor dessen Vizevorsitzende und Berichterstatterin. Im Februar 2008 wurde sie zur Vorsitzenden der Europäischen Volkspartei in der Parlamentarische Versammlung der OSZE gewählt.

### Ehrenämter und Mitgliedschaften
Seit 2004 ist Walburga Habsburg Douglas Vorstandsmitglied des Arab International Media Forum in London. Seit 2009 ist sie Vorsitzende der Europäischen Frauenunion. Sie ist Dame des Souveränen Malteserordens und des Sternkreuzordens.

### Familie
Walburga Habsburg-Lothringen heiratete im Dezember 1992 in Budapest den schwedischen Grafen Archibald Douglas und führt seither den Doppelnamen Habsburg Douglas. Aus der Ehe ging ein Sohn (* 1994) hervor. Die Familie wohnt auf Schloss Ekensholm bei Malmköping in Schweden.